# 藤沢市立小糸小学校
藤沢市立小糸小学校（ふじさわしりつ こいとしょうがっこう）は、神奈川県藤沢市大庭にある公立小学校。
男女共学で、開校記念日は6月4日。

## 沿革
出典
- 1982年（昭和57年）
  - 4月1日 - 藤沢市立大庭小学校より分離し、開校。
  - 4月2日 - 開校式挙行。
  - 6月4日 - この日（6月4日）を開校記念日と制定。
  - 7月9日 - プール完成。
- 1987年（昭和62年）2月3日 - 校歌制定。
- 1993年（平成5年）3月27日 - 飼育小屋完成。
- 1998年（平成10年）3月 - 給食調理場完成。
- 2000年（平成12年）
  - 6月5日 - 千葉県にある同名校「君津市立小糸小学校」との交流。君津市立小糸小学校から6学年児童が来校。
  - 9月22日 - コンピュータ11台導入。
- 2002年（平成14年）
  - 2月 - 防災用井戸掘削工事。
  - 4月 - 少人数指導導入。
  - 6月14日 - 創立20周年記念航空写真撮影。
- 2003年（平成15年）4月 - 新1年生サポート事業開始。
- 2012年（平成24年）5月14日 - 創立30周年記念航空写真撮影。
- 2017年（平成29年）7月13日 - 創立35周年記念航空写真撮影。
- 2022年（令和4年）5月24日 - 創立40周年記念航空写真撮影。

## 通学区域
出典
- 大庭2152番地～5256番地の一部

## 進学先
出典
- 藤沢市立大庭中学校

## アクセス
- 神奈川中央交通「藤12」・「藤13」・「辻24」・「辻26」・「辻29」・「辻34」の各系統で、「南センター前」バス停より、
  - 藤沢駅・辻堂駅方面行バス停から、徒歩約260m・約4分。
  - 藤沢駅・辻堂駅方面発バス停から、徒歩約270m・約4分。

## 周辺
- 湘南看護専門学校 - 敷地が隣接
- 藤沢市立小糸保育園 - 進級前保育園のひとつで、藤沢市道をはさんで、敷地が隣接。
- 神奈川県道47号藤沢平塚線
- セントラルフィットネスクラブ湘南 - 県道47号線をはさんで、敷地が隣接。
- LIFEPIA湘南ライフタウンショッピングセンター - 藤沢市道湘南大庭401号線をはさんで、敷地が隣接。
- 小糸市民の家
- 藤沢大庭郵便局
- 神奈川県警藤沢北警察署湘南ライフタウン交番
- 藤沢市北消防署西部出張所
- 藤沢市立大庭小学校
- 湘南大庭市民図書館